# Sozialzentrum Artà

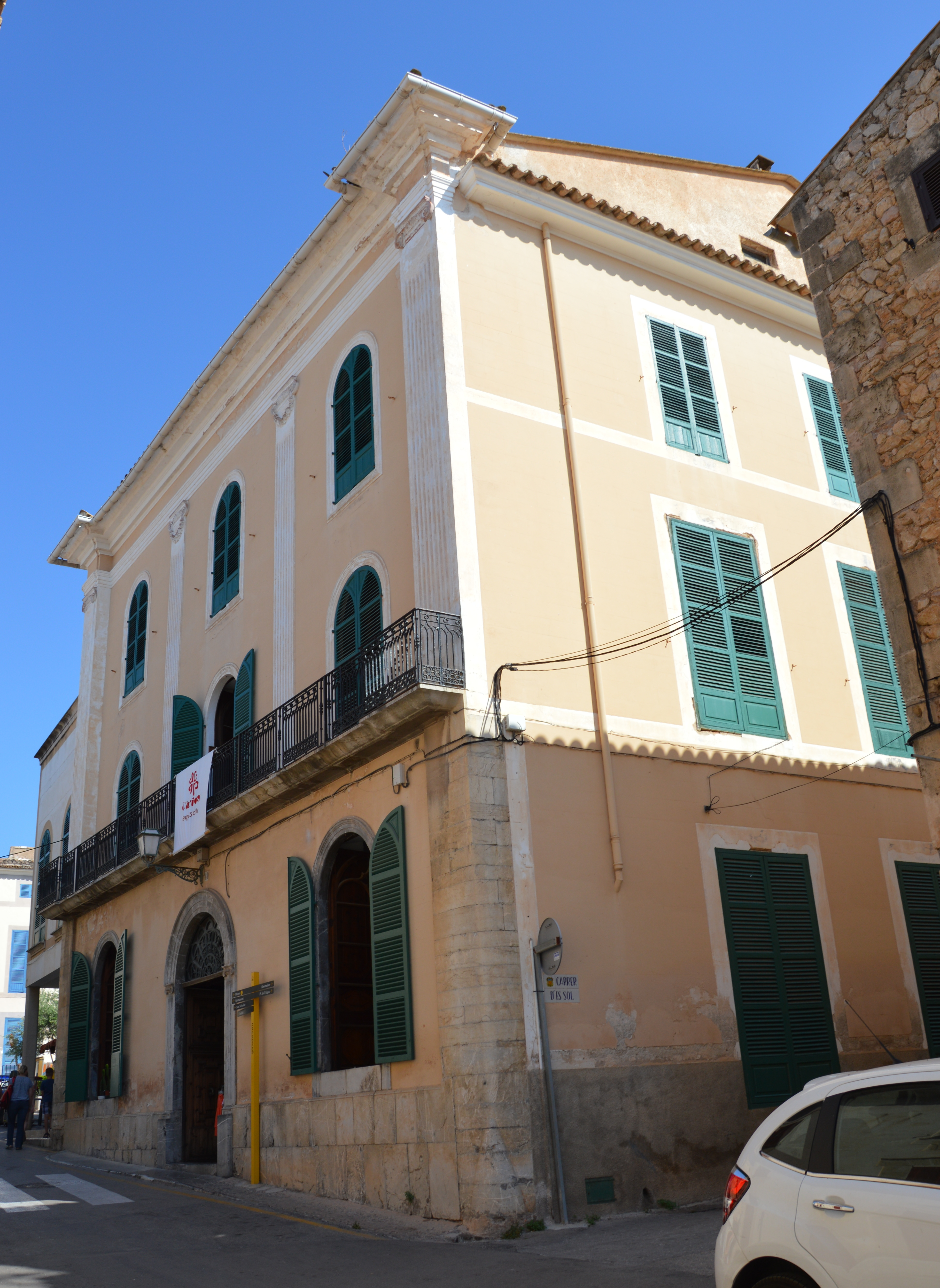
Sozialzentrum Artà

Das Sozialzentrum Artà ist ein historisches Gebäude in der spanischen Gemeinde Artà im nordöstlichen Teil der Mittelmeerinsel Mallorca. 

## Lage
Es befindet sich in der Altstadt von Artà, an der Adresse Carrer de Rafel Blanes 10, direkt gegenüber der Einmündung der Carrer d'Antoni Blanes Joan.

## Architektur und Geschichte
Das Gebäude wurde im Jahr 1864 im Stil des Klassizismus errichtet. Anfang des 20. Jahrhunderts wurde es Sitz der örtlichen Sparkasse Caja Rural. In den 1930er und 1940er Jahren diente es als Rathaus, da das eigentliche Rathaus von Artà im Bau war. Für die verschiedenen Verwendungszwecke erfolgten jeweils auch Umbauten. Auf einer Seite bestand ursprünglich ein Garten sowie ein Söller. Auf dem Söller standen Leibniz und Descartes darstellende Skulpturen. Während der Garten einer Erweiterung des Hauses weichen musste, verschwand der Söller zu Gunsten der Aufstockung um ein Geschoss. Die Fassade des seit dem dreigeschossigen Gebäudes ist symmetrisch angelegt. Sie wird durch weiße kannelierte, mit ionischen Kapitellen versehene Pilaster gegliedert. Oberhalb der Pilaster spannt sich ein Architrav samt Zierleiste. Der Sockel des Hauses ist mit Steinplatten verkleidet.
Am Eingangsportal befindet sich ein halbkreisförmig angelegtes Tympanon aus Buntglas. Der Eingangsbereich wird von zwei Halbsäulen flankiert, die das Tympanon stützen. Sie sind mit einem ionischen Kapitell und kannelierten Schaft verziert.
Vor der Beletage ist ein Balkon mit schmiedeeisernem Gitter angeordnet. 
Das Gebäudeinnere ist symmetrisch gegliedert. Die in das Obergeschoss führende Treppe ist im Stil des Klassizismus gestaltet.
Das Gebäude steht im Eigentum der örtlichen Pfarrei. Im Haus befindet sich auch der Sitz der Zeitschrift Bellpuig. 